# Dennis Hopper
Dennis Hopper (født 17. maj 1936 i Dodge City, Kansas, død 29. maj 2010) var en amerikansk skuespiller.
Hopper begyndte at optræde på tv som teenager. Der har hersket forvirring om, hvornår han fik sin filmdebut, og flere steder kan man læse, at han debuterede i kultfilmen Johnny Guitar fra 1953. Ifølge et interview med Hopper fra 2008 er det dog en fejl, da han først debuterede i 1955 i Vildt blod, hvor han spillede sammen med James Dean. Hopper og Dean blev nære venner under denne film, og de spillede begge med i Giganten i 1956. Efter James Deans død overtog Dennis Hopper sin døde vens attituder og blev snart så temperamentsfuld, at hans strålende karriere var på vej til at forsvinde.
I en periode arbejdede Hopper som filminstruktør, men blev berygtet for undertiden at tage en scene om næsten 100 gange, inden han var tilfreds. Med vennerne Peter Fonda og Jack Nicholson foran kameraerne besluttede Hopper at instruere sin egen film, og med så lavt et budget som 400.000 dollars filmatiserede han i 1969 Easy Rider, en provokerende, narkoinficeret tur gennem et USA, som var delt i spørgsmålet om Vietnamkrigen. Filmen indspillede omkring $60 millioner, og Hopper var ikke længere en paria i amerikansk film. I 1971 indspillede han sin selvbiografi, American Dreamer. I de følgende år gik det igen nedad med Hoppers karriere og hans ustyrlige privatliv. I 1986 vendte Hopper tilbage i en stor rolle som den psykopatiske Frank Booth i David Lynchs mesterværk Blue Velvet. Hans rolle som en alkoholiseret assistenttræner i basketball-dramaet Hoosiers indbragte ham en Oscar-nominering.
26. marts 2010 blev det offentliggjort, at Hopper var døende af prostatakræft, og at han kun vejede 45 kg. Samme dag fik han, som nummer 2403, en stjerne på Hollywood Walk of Fame, og han var selv tilstede ved ceremonien.
Dennis Hopper døde, 74 år gammel, i sit hjem i Venice, Californien den 29. maj 2010 – klokken 8.15, lokal tid. Han var på dødslejet omgivet af familie og venner.

## Filmroller
| År   | Titel                                                                                      | Rolle                              | Noter                                                         |
| ---- | ------------------------------------------------------------------------------------------ | ---------------------------------- | ------------------------------------------------------------- |
| 1955 | Rebel Without a Cause                                                                      | Goon                               |                                                               |
| 1955 | I Died a Thousand Times                                                                    | Joe                                | Ikke krediteret                                               |
| 1956 | Giant                                                                                      | Jordan Benedict III                |                                                               |
| 1957 | Gunfight at the O.K. Corral                                                                | Billy Clanton                      |                                                               |
| 1957 | The Story of Mankind                                                                       | Napoleon Bonaparte                 |                                                               |
| 1957 | Sayonara                                                                                   | MP i Kellys hus og i Tokyo airport | Alene stemme Ikke krediteret                                  |
| 1958 | From Hell to Texas                                                                         | Tom Boyd                           |                                                               |
| 1958 | Swiss Family Robinson                                                                      | Fritz                              | Tv-film                                                       |
| 1959 | The Young land                                                                             | Hatfield Carnes                    |                                                               |
| 1960 | Key Witness                                                                                | William 'Cowboy' Tomkins           |                                                               |
| 1961 | Night Tide                                                                                 | Johnny Drake                       |                                                               |
| 1964 | The Thirteen Most Beautiful Boys                                                           |                                    | Kortfilm                                                      |
| 1964 | Tarzan and Jane Regained... Sort of                                                        |                                    |                                                               |
| 1965 | The Sons of Katie Elder                                                                    | Dave Hastings                      |                                                               |
| 1965 | Screen Test #1                                                                             | Sig selv                           | Kortfilm                                                      |
| 1965 | Screen Test #2                                                                             | Sig selv                           | Kortfilm                                                      |
| 1966 | Queen of Blood                                                                             | Paul Grant                         |                                                               |
| 1966 | Screen Test #3                                                                             | Sig selv                           | Kortfilm                                                      |
| 1966 | Screen Test #4                                                                             | Sig selv                           | Kortfilm                                                      |
| 1967 | The Trip                                                                                   | Max                                |                                                               |
| 1967 | Cool Hand Luke                                                                             | Babalugats                         |                                                               |
| 1967 | Luke                                                                                       | Sig selv                           | Kortfilm                                                      |
| 1968 | The Glory Stompers                                                                         | Chino                              |                                                               |
| 1968 | Hang 'Em High                                                                              | The Prophet                        |                                                               |
| 1968 | Panic in the City                                                                          | Goff                               |                                                               |
| 1968 | Head                                                                                       | Langhåret fyr i restaurant         | Statist                                                       |
| 1969 | Easy Rider                                                                                 | Billy                              |                                                               |
| 1969 | True Grit                                                                                  | Moon                               |                                                               |
| 1970 | The Festival Game                                                                          | Sig selv                           | Dokumentarfilm                                                |
| 1971 | The Last Movie                                                                             | Kansas                             |                                                               |
| 1971 | The American Dreamer                                                                       | Sig selv                           | Dokumentarfilm                                                |
| 1972 | The Other Side of the Wind                                                                 |                                    |                                                               |
| 1972 | Crush Proof                                                                                |                                    |                                                               |
| 1973 | Kid Blue                                                                                   | Bickford Waner                     |                                                               |
| 1976 | Mad Dog Morgan                                                                             | Daniel Morgan                      |                                                               |
| 1977 | Tracks                                                                                     | 1st Sgt. Jack Falen                |                                                               |
| 1977 | The American Friend                                                                        | Tom Ripley                         | originaltitel: Der amerikanische Freund                       |
| 1977 | The Sorcerer's Apprentice                                                                  | A spy                              | originaltitel: Les apprentis sorciers                         |
| 1978 | Flesh Color                                                                                | Mel                                | originaltitel: Couleur chair                                  |
| 1978 | Last In, First Out                                                                         | Medford                            | originaltitel: L'ordre et la sécurité du monde                |
| 1979 | Apocalypse Now[I]                                                                          | Amerikansk fotojournalist]         |                                                               |
| 1979 | Bloodbath                                                                                  | Chicken                            | originaltitel: Las flores del vicio                           |
| 1980 | Out of the Blue                                                                            | Don                                |                                                               |
| 1981 | Reborn                                                                                     | Rev. Tom Hartley                   |                                                               |
| 1981 | King of the Mountain                                                                       | Cal                                |                                                               |
| 1982 | Neil Young: Human Highway                                                                  | Cracker                            |                                                               |
| 1983 | Rumble Fish                                                                                | Father                             |                                                               |
| 1983 | The Osterman Weekend                                                                       | Richard Tremayne                   |                                                               |
| 1983 | White Star                                                                                 | Kenneth Barlow                     |                                                               |
| 1984 | Jungle Warriors                                                                            |                                    | Ikke krediteret originaltitel: Euer Weg führt durch die Hölle |
| 1984 | The Inside Man                                                                             | Miller                             | originaltitel: Slagskämpen                                    |
| 1985 | Rabbit Ears: The Ugly Duckling                                                             | Storyteller                        | Stemme Direct-to-video Ikke krediteret                        |
| 1985 | A Hero of Our Time                                                                         |                                    | Ikke krediteret Short film                                    |
| 1985 | O.C. and Stiggs                                                                            | Sponson                            |                                                               |
| 1985 | Rabbit Ears: The Steadfast Tin Soldier                                                     | Storyteller                        | Stemme Direct-to-video Ikke krediteret                        |
| 1985 | Stark                                                                                      | Lieutenant Ron Bliss               | Tv-film                                                       |
| 1985 | My Science Project                                                                         | Bob Roberts                        |                                                               |
| 1986 | Riders of the Storm aka the American Way                                                   | The Captain                        |                                                               |
| 1986 | Stark: Mirror Image                                                                        | Lieutenant Ron Bliss               | Tv-film                                                       |
| 1986 | The Texas Chainsaw Massacre 2                                                              | Lieutenant 'Lefty' Enright         |                                                               |
| 1986 | River's Edge                                                                               | Feck                               |                                                               |
| 1986 | Blue Velvet                                                                                | Frank Booth                        |                                                               |
| 1986 | Hoosiers[I]                                                                                | Shooter                            |                                                               |
| 1987 | Rabbit Ears: The Tale of Mr. Jeremy Fisher                                                 | Storyteller                        | Stemme Direct-to-video Ikke krediteret                        |
| 1987 | Running Out of Luck                                                                        | Video Director                     |                                                               |
| 1987 | Black Widow                                                                                | Ben Dumers                         |                                                               |
| 1987 | Rabbit Ears: The Tale of Peter Rabbit                                                      | Storyteller                        | Stemme Direct-to-video Ikke krediteret                        |
| 1987 | Straight to Hell                                                                           | I.G. Farben                        |                                                               |
| 1987 | The Pick-up Artist                                                                         | Flash Jensen                       |                                                               |
| 1987 | Santabear's High Flying Adventure                                                          |                                    | Stemme Tv-film                                                |
| 1988 | Black Leather Jacket                                                                       | Narrator                           | Stemme Tv-film                                                |
| 1989 | Rabbit Ears: The Fisherman and His Wife                                                    | Storyteller                        | Stemme Direct-to-video Ikke krediteret                        |
| 1989 | Rabbit Ears: Thumbelina                                                                    | Storyteller                        | Stemme Direct-to-video Ikke krediteret                        |
| 1989 | Rabbit Ears: How the Leopard Got His Spots                                                 | Storyteller                        | Stemme Direct-to-video Ikke krediteret                        |
| 1989 | Blood Red                                                                                  | William Bradford Berrigan          | Optaget i 1986                                                |
| 1989 | Chattahoochee                                                                              | Walker Benson                      |                                                               |
| 1990 | Rabbit Ears: Paul Bunyan                                                                   | Storyteller                        | Stemme Direct-to-video Ikke krediteret                        |
| 1990 | Flashback                                                                                  | Huey Walker                        |                                                               |
| 1990 | Catchfire                                                                                  | Milo                               |                                                               |
| 1990 | Superstar: The Life and Times of Andy Warhol                                               | Himself                            | Dokumentarfilm                                                |
| 1991 | Rabbit Ears: King Midas and the Golden Touch                                               | Storyteller                        | Stemme Direct-to-video Ikke krediteret                        |
| 1991 | Rabbit Ears: The Fool and the Flying Ship                                                  | Storyteller                        | Stemme Direct-to-video Ikke krediteret                        |
| 1991 | Paris Trout                                                                                | Paris Trout                        |                                                               |
| 1991 | The Indian Runner                                                                          | Caesar                             |                                                               |
| 1991 | Doublecrossed                                                                              | Barry Seal                         | Tv-film                                                       |
| 1991 | Eye of the Storm                                                                           | Marvin Gladstone                   |                                                               |
| 1991 | Hearts of Darkness: A Filmmaker's Apocalypse                                               | Sig selv                           | Dokumentarfilm                                                |
| 1991 | SnowwhiteRosered                                                                           | Sig selv                           | Dokumentarfilm                                                |
| 1992 | Rabbit Ears: Annie Oakley                                                                  | Storyteller                        | Stemme Direct-to-video Ikke krediteret                        |
| 1992 | Rabbit Ears: Rip Van Winkle                                                                | Storyteller                        | Stemme Direct-to-video Ikke krediteret                        |
| 1992 | Rabbit Ears: Jonah and the Whale                                                           | Storyteller                        | Stemme Direct-to-video Ikke krediteret                        |
| 1992 | Nails                                                                                      | Harry 'Nails' Niles                | Tv-film                                                       |
| 1992 | Sunset Heat                                                                                | Carl Madson                        |                                                               |
| 1992 | The Heart of Justice                                                                       | Austin Blair                       | Tv-film                                                       |
| 1993 | Boiling Point                                                                              | Rudolph 'Red' Diamond              |                                                               |
| 1993 | Super Mario Bros.                                                                          | King Koopa                         |                                                               |
| 1993 | Red Rock West                                                                              | Lyle from Dallas                   |                                                               |
| 1993 | True Romance                                                                               | Clifford Worley                    |                                                               |
| 1994 | Chasers                                                                                    | Doggie                             |                                                               |
| 1994 | Speed                                                                                      | Howard Payne                       |                                                               |
| 1994 | Witch Hunt                                                                                 | H. Philip Lovecraft                | Tv-film                                                       |
| 1995 | Dennis Hopper: L.A. Blues                                                                  | Host                               | Tv-film                                                       |
| 1995 | Search and Destroy                                                                         | Dr. Luther Waxling                 |                                                               |
| 1995 | Waterworld                                                                                 | Deacon                             |                                                               |
| 1996 | Carried Away                                                                               | Joseph Svenden                     |                                                               |
| 1996 | Space Truckers                                                                             | John Canyon                        |                                                               |
| 1996 | Basquiat                                                                                   | Bruno Bischofberger                |                                                               |
| 1996 | The Last Days of Frankie the Fly                                                           | Frankie                            |                                                               |
| 1996 | Samson and Delilah                                                                         | Generale Tariq                     | Tv-film                                                       |
| 1997 | The Good Life                                                                              | Mr. Golf                           |                                                               |
| 1997 | The Making of 'Super Mario Brothers'                                                       | King Koopa                         | Tv-film                                                       |
| 1997 | The Blackout                                                                               | Mickey Wayne                       |                                                               |
| 1997 | Road Ends                                                                                  | Sheriff Ben Gilchrist              |                                                               |
| 1997 | Who Is Henry Jaglom?                                                                       | Sig selv                           | Dokumentarfilm                                                |
| 1998 | Tycus                                                                                      | Peter Crawford                     | Direct-to-video                                               |
| 1998 | Top of the World                                                                           | Charles Atlas                      |                                                               |
| 1998 | Meet the Deedles                                                                           | Frank Slater                       |                                                               |
| 1999 | Justice                                                                                    |                                    | Ikke krediteret                                               |
| 1999 | Lured Innocence                                                                            | Rick Chambers                      |                                                               |
| 1999 | The Black And The White                                                                    | Oliver Chamberlain                 |                                                               |
| 1999 | The Prophet's Game                                                                         | Vincent Swan                       |                                                               |
| 1999 | EDtv                                                                                       | Henry 'Hank' Pekumy                |                                                               |
| 1999 | Straight Shooter                                                                           | Frank Hector                       |                                                               |
| 1999 | Jesus' Son                                                                                 | Bill                               |                                                               |
| 1999 | The Venice Project                                                                         | Roland/Salvatore                   |                                                               |
| 1999 | Bad City Blues                                                                             | Cleveland Carter                   |                                                               |
| 1999 | Robert Rauschenberg: Inventive Genius                                                      | Narrator                           | Dokumentarfilm                                                |
| 1999 | The Source                                                                                 | William S. Burroughs               | Dokumentarfilm                                                |
| 2000 | Michael Angel                                                                              | Lewis Garou                        |                                                               |
| 2000 | The Spreading Ground                                                                       | Det. Ed DeLongpre                  |                                                               |
| 2000 | Luck of the Draw                                                                           | Giani Ponti                        |                                                               |
| 2000 | Jason and the Argonauts                                                                    | Pelias                             | Tv-film 2 parts                                               |
| 2000 | Held for Ransom                                                                            | JD                                 |                                                               |
| 2001 | Ticker                                                                                     | Alex Swan                          |                                                               |
| 2001 | Choke                                                                                      | Henry Clark                        |                                                               |
| 2001 | Knockaround Guys                                                                           | Benny Chains                       |                                                               |
| 2001 | L.A.P.D.: To Protect and to Serve                                                          | Captain Elsworth                   |                                                               |
| 2001 | Jazz Seen: The Life and Times of William Claxton                                           | Sig selv                           | Dokumentarfilm                                                |
| 2002 | Firestarter 2: Rekindled                                                                   | James Richardson                   | Tv-film                                                       |
| 2002 | Unspeakable                                                                                | Warden Earl Blakely                |                                                               |
| 2002 | Leo                                                                                        | Horace                             |                                                               |
| 2002 | The Piano Player                                                                           | Robert Nile                        |                                                               |
| 2002 | The Groovenians                                                                            | Dad/King Norman                    | Stemme Tv-film                                                |
| 2002 | 1 Giant Leap                                                                               | Sig selv                           | Dokumentarfilm                                                |
| 2002 | I Don't Know Jack                                                                          | Sig selv                           | Dokumentarfilm                                                |
| 2002 | Venice: Lost and Found                                                                     | Sig selv                           | Dokumentarfilm                                                |
| 2003 | Suspense                                                                                   | Narrator                           | Tv-film                                                       |
| 2003 | The Night We Called It a Day                                                               | Frank Sinatra                      |                                                               |
| 2003 | New Scenes from America                                                                    | Sig selv                           | Kortfilm                                                      |
| 2003 | Easy Riders, Raging Bulls: How the Sex, Drugs and Rock 'N' Roll Generation Saved Hollywood | Sig selv                           | Dokumentarfilm                                                |
| 2003 | A Decade Under the Influence                                                               | Sig selv                           | Dokumentarfilm                                                |
| 2003 | Dennis Hopper: Create (or Die)                                                             | Sig selv                           | Dokumentarfilm                                                |
| 2004 | Legacy                                                                                     | CHP Officer                        |                                                               |
| 2004 | Bad Boy's 10th Anniversary... The Hits                                                     | Victor Castiglione                 | (segment "Victory") Ikke krediteret Direct-to-video           |
| 2004 | The Keeper                                                                                 | Krebs                              |                                                               |
| 2004 | Out of Season                                                                              | Harry Barlow                       |                                                               |
| 2004 | The Last Ride                                                                              | Ronnie Purnell                     | Tv-film                                                       |
| 2004 | Tell Them Who You Are                                                                      | Sig selv                           | Dokumentarfilm                                                |
| 2005 | House of 9                                                                                 | Father Duffy                       |                                                               |
| 2005 | Americano                                                                                  | Riccardo                           |                                                               |
| 2005 | The Crow: Wicked Prayer                                                                    | El Niño                            |                                                               |
| 2005 | Land of the Dead                                                                           | Kaufman                            |                                                               |
| 2005 | Hoboken Hollow                                                                             | Sheriff Greer                      |                                                               |
| 2005 | Inside Deep Throat                                                                         | Narrator                           | Dokumentarfilm                                                |
| 2005 | Going Through Splat: The Life and Work of Stewart Stern                                    | Sig selv                           | Dokumentarfilm                                                |
| 2005 | Champion                                                                                   | Sig selv                           | Dokumentarfilm                                                |
| 2005 | Sketches of Frank Gehry                                                                    | Sig selv                           | Dokumentarfilm                                                |
| 2006 | 10th & Wolf                                                                                | Matty Matello                      |                                                               |
| 2006 | Memory                                                                                     | Max Lichtenstein                   |                                                               |
| 2006 | The Holy Modal Rounders: Bound to Lose                                                     | Sig selv                           | Dokumentarfilm                                                |
| 2006 | Rising Son: The Legend of Skateboarder Christian Hosoi                                     | Narrator                           | Dokumentarfilm                                                |
| 2006 | Andy Warhol: A Documentary Film                                                            | Sig selv                           | Dokumentarfilm                                                |
| 2006 | 3055 Jean Leon                                                                             | Sig selv                           | Dokumentarfilm                                                |
| 2007 | By the Ways: A Journey with William Eggleston                                              | Sig selv                           | Dokumentarfilm                                                |
| 2008 | Hell Ride                                                                                  | Eddie Zero                         |                                                               |
| 2008 | Sleepwalking                                                                               | Mr. Reedy                          |                                                               |
| 2008 | Elegy                                                                                      | George O'Hearn                     |                                                               |
| 2008 | Swing Vote                                                                                 | Donald Greenleaf                   |                                                               |
| 2008 | Palermo Shooting                                                                           | Frank                              |                                                               |
| 2008 | An American Carol                                                                          | The Judge                          |                                                               |
| 2008 | Bananaz                                                                                    | Sig selv                           | Dokumentarfilm                                                |
| 2008 | Générations 68                                                                             | Sig selv                           | Dokumentarfilm                                                |
| 2008 | Chelsea on the Rocks                                                                       | Sig selv                           | Dokumentarfilm                                                |
| 2008 | Ferlinghetti: A City Light                                                                 | Sig selv                           | Dokumentarfilm                                                |
| 2008 | The Brothers Warner                                                                        | Sig selv                           | Dokumentarfilm                                                |
| 2008 | No Subtitles Necessary: Laszlo & Vilmos                                                    | Sig selv                           | Dokumentarfilm                                                |
| 2008 | Dead On: The Life and Cinema of George A. Romero                                           | Sig selv                           | Dokumentarfilm                                                |
| 2010 | Alpha and Omega                                                                            | Tony                               | Stemme Computeranimeret film; den sidste inden Hoppers død.   |